# El Despujol
El Despujol es una localidad que forma parte del municipio de Masías de Voltregà (Les Masies de Voltregà), en la comarca de Osona, provincia de Barcelona. Se halla formada por un conjunto de viviendas construidas durante el siglo XX entre la carretera C-17 y la población de Sant Hipòlit de Voltregà con la que forma un mismo núcleo urbano, por lo que a veces se la considera un barrio de esa población. 
Su población a 1 de enero de 2013 era de 659 habitantes (310 varones y 349 mujeres).
Celebra mercado los domingos.
- Datos: Q5821712